# Большой Мендерес
Большо́й Мендере́с (тур. Büyük Menderes, Меандр, греч. Μαίανδρος) — река в Эгейском регионе западной части Малой Азии, на юго-западе Турции.

## Течение
Река берёт своё начало недалеко от Келен, из водоёма Ишиклы во Фригии (ныне Динар), где она стекает в долину Кира.
По данным некоторых историков, у неё те же истоки, что и у реки Марсий (Μαρσύας), но это утверждение не согласуется с написанным Ксенофонтом, по данным которого, истоки двух рек находились поблизости друг от друга, а Марсий восходит к царскому дворцу. Другие историки утверждали, что Меандр вытекает из озера на горе Авлокрена (Aulocrene). Уильям Лик объединял эти, казалось бы, различные заявления и отмечал, что Меандр и Марсий берут своё начало из озера на горе Авлокрена, выше Келен, но что вместе с Марсием они выходят в разных местах гор ниже озера.

## Исторические сведения
Большой Мендерес под своим прежним названием Меандр был знаменитой рекой Карии в Малой Азии. Его упоминание появилось в «Каталоге кораблей» (второй книге «Илиады» Гомера) наравне с названиями города Милет и полуострова Микале. Также знаменитым, в том числе и благодаря своей необычной гидрографии, во времена античности был приток Большого Мендереса Лик.
Река Большой Мендерес (тур. menderes — излучина, изгиб) имеет очень извилистое русло. От её прежнего названия (Меандр) произошло название руслового процесса, приводящего к образованию подобных форм — меандрирование, и самих излучин — меандры речные. По ней же назван и орнамент в виде завитков.
Существует легенда о подземной связи между реками Меандр и Алфей в Элиде.